# Ignaz von Seyfried

Ignaz von Seyfried, Lithographie von Josef Kriehuber, 1829

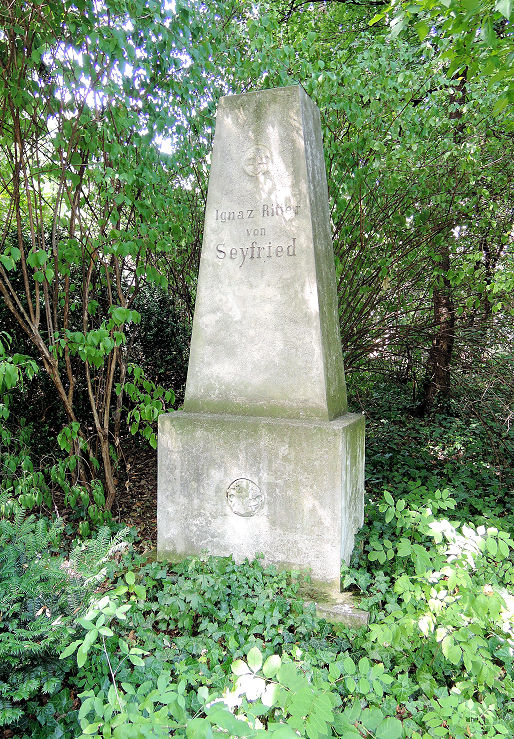
Seyfrieds Grab im Gräberhain des Währinger Schubertparks, das sich ursprünglich gegenüber von Beethovens Grab befand.

Ignaz Ritter von Seyfried (* 15. August 1776 in Wien; † 26. August 1841 ebenda) war ein österreichischer Dirigent und Bühnenkomponist.

## Leben
Den Angaben in seinen handschriftlichen Memoiren zufolge war Seyfried einerseits Klavierschüler von Wolfgang Amadeus Mozart und Jan Antonín Koželuh sowie andererseits Kompositionsschüler von Johann Georg Albrechtsberger und Peter von Winter. Er starb am 26. August 1841.
Von 1797 bis 1801 war er Kapellmeister des Schikanederschen Theaters im Freihaus und bis 1828 des nachfolgenden Theaters an der Wien. Er dirigierte dort am 20. November 1805 die Uraufführung von Ludwig van Beethovens Oper Fidelio.
Seyfried war seinen Zeitgenossen auch als Musiktheoretiker bekannt und unterrichtete unter anderem Wilhelm Reuling, Franz von Suppè und Salomon Sulzer. Große Bekanntheit erlangten Ludwig van Beethovens Studien im Generalbass, Contrapunkt und in der Compositionslehre, die Seyfried 1832 anhand eines Manuskriptkonvoluts aus Beethovens handschriftlichem Nachlass herausgab. Gustav Nottebohm bezeichnete die Studien indes 1872 aufgrund eines Vergleichs mit den Quellen als Fälschung, da Seyfried entgegen eigener Aussage stark verändernd eingegriffen und sich um eine genaue Wiedergabe seiner Vorlagen gar nicht bemüht habe.
Großer Wert wurde und wird hingegen Seyfrieds im Anhang zu den Studien veröffentlichter Biographische(r) Skizze beigemessen als alles enthaltend, was über Beethovens Lebensverhältnisse als verbürgt bekannt sei. Ludwig Nohl betont 1877 zeitgleich im Anschluss an Nottebohms obiges Pauschalurteil, dass Seyfried aufgrund seiner engen Bekanntschaft mit Beethoven in dieser Hinsicht ein zuverlässiger Zeuge sei und auch die neuere Literatur würdigt seine Äußerungen über Beethoven als biographisch höchst wertvoll.
Seyfried komponierte über einhundert Bühnenwerke, darunter Opern, Singspiele, Ballette und Melodramen, außerdem zahlreiche geistliche Werke – Messen, Motetten, Requien, Psalmen, Hymnen, Oratorien – sowie Sinfonien, Ouvertüren und kammermusikalische Werke. Anlässlich der Aufführung von Mozarts Requiem bei der Trauerfeier für Ludwig van Beethoven komponierte er ein Libera me nach, das nicht zu den liturgischen Texten der Missa pro defunctis gehört, es greift Themen aus Mozarts Werk auf.

## Familie
Seyfried heiratete am 5. August 1804 Ludovica Schöninger (1782–1817), mit der er sieben Kinder hatte, von denen drei das Erwachsenenalter erreichten. Sie starb bereits am 16. Juli 1817 im Alter von 35 Jahren „an der Auszehrung“.

## Schriften
- Ludwig van Beethovens Studien im Generalbass, Contrapunkt und in der Compositionslehre. Aus dessen handschriftlichen Nachlass gesammelt und herausgegeben,
  - 1. Auflg. Haslinger, Wien 1832, 20+352+144 S.
  - 2. Auflg., revidiert und vervollständigt, hrsg. von Henry Hugo Pierson, Schuberth, Leipzig 1852, 14+328+118 S. (MDZ).
  - siehe dazu: Gustav Nottebohm: Generalbass und Kompositionslehre betreffende Handschriften Beethovens und Seyfrieds Buch „Ludwig van Beethovens Studien im Generalbass“ usw. In: Beethoveniana. Leipzig: Peters 1872, S. 154–203 (Textarchiv – Internet Archive).
- Der Kalkant. Historisch-romantische Erzählung aus dem XVII. Jahrhundert. In: Orpheus. Musikalisches Taschenbuch. Jg. 2, hrsg. von August Schmidt, Wien 1841, S. 117–141 (books.google.de).
- Beethoven. Die Seyfried Papiere. Hg. von Jan Hendrik Niemeyer. BoD, Norderstedt 2019. ISBN 978-3-7481-6746-4.

## Briefe
- Harald Strebel, Ein unbekanntes Schreiben von Johann Friedrich Rochlitz an den Mozartschüler Ignaz von Seyfried und deren Briefwechsel im Lichte zeitgenössischer Musikkritik und Konzertpraxis, in: Mozart Studien, Band 19, hrsg. von Manfred Hermann Schmid, Tutzing: Schneider 2010, S. 2–56
- Briefwechsel Robert und Clara Schumanns mit Korrespondenten in Österreich, Ungarn und Böhmen, hg. von Klaus Martin Kopitz, Michael Heinemann, Anselm Eber, Jelena Josic, Carlos Lozano Fernandez und Thomas Synofzik (= Schumann-Briefedition, Serie II, Band 27), Köln 2023, S. 1299–1345; ISBN 978-3-86846-052-0